# Silz (Mecklenburg)
Silz ist eine Gemeinde im Westen des Landkreises Mecklenburgische Seenplatte in Mecklenburg-Vorpommern (Deutschland). Die Gemeinde wird vom Amt Malchow mit Sitz in der gleichnamigen Stadt verwaltet.

## Geografie
Die Gemeinde Silz nördlich von Malchow und inmitten der Mecklenburgischen Seenplatte liegt zwischen dem Fleesensee und dem Drewitzer See. Der nördliche Gemeindeteil befindet sich im Naturpark Nossentiner/Schwinzer Heide. Das Gebiet um Silz ist leicht hügelig, der Hohe Berg erreicht 84 m ü. NN, während der Spiegel des Fleesensees bei 62 m ü. NN liegt. Durch den Fleesensee fließt vom Kölpinsee kommend die Elde.
Umgeben wird Silz von den Nachbargemeinden Nossentiner Hütte im Westen und Norden, Jabel im Osten, Göhren-Lebbin im Südosten sowie Malchow im Süden.
Zu Silz gehört der direkt am Fleesensee gelegene Ortsteil Nossentin.

## Geschichte
Im 14. Jahrhundert wurde Silz erstmals urkundlich erwähnt.

## Politik

### Gemeindevertretung und Bürgermeister
Der Gemeinderat besteht (inkl. Bürgermeisterin) aus sieben Mitgliedern. Die Wahl zum Gemeinderat am 9. Juni 2024 hatte folgende Ergebnisse:
| Partei/Bewerber                       | Prozent | Sitze |
| ------------------------------------- | ------- | ----- |
| Wählergemeinschaft Gemeinsam Für Silz | 65,81   | 4     |
| Die Silzer                            | 18,67   | 1     |
| SPD                                   | 15,51   | 1     |

Bürgermeisterin der Gemeinde ist Almuth Köhler. Sie wurde mit 66 % der Stimmen bei der Kommunalwahl 2024 wiedergewählt.

### Wappen, Flagge, Dienstsiegel
Die Gemeinde verfügt über kein amtlich genehmigtes Hoheitszeichen, weder Wappen noch Flagge. Als Dienstsiegel wird das kleine Landessiegel mit dem Wappenbild des Landesteils Mecklenburg geführt. Es zeigt einen hersehenden Stierkopf mit abgerissenem Halsfell und Krone und der Umschrift „GEMEINDE SILZ“.

## Wirtschaft
Neben der Land- und Forstwirtschaft spielt in Silz und Umgebung der Tourismus eine wichtige Rolle. Nahe den Stränden des fast 11 km² großen Fleesensees befindet sich eine Bungalow-Siedlung sowie ein Campingplatz.
Im Ort Nossentin am Nordostufer des Fleesensees ist auf 12.940 Quadratmetern eine Ferienhausanlage mit 21 Ferienhäusern sowie 6 Doppelhaushälften geplant, 190 Urlauber könnten gleichzeitig anreisen. Der Bau dieser Ferienanlage wird von der Interessengemeinschaft Nossentin-Silz e. V. mit Blick auf die nur 51 Einwohner Nossentins und bereits bestehende Anlagen in der näheren Umgebung  als „falsches Projekt am falschen Ort“ abgelehnt:  „Im Falle des geplanten Bauvorhabens Nossentin würden mögliche Interessenten und Investoren überrascht sein über nicht existierende Versorgungs- und Unterhaltungsmöglichkeiten, fehlende touristische Infrastruktur und quasi ohne Zugangserlaubnis zum Wasser und aufgrund verlandeter Uferzonen ohnehin unmöglichem Sportbootverkehr.“

## Sehenswürdigkeiten
- Zweigeschossiges, verklinkertes Gutshaus Nossentin mit Park.
- Klassizistische Dorfkirche  Nossentin von 1838 als schlichter Fachwerkbau mit vorgesetzter Backsteinfassade und Walmdach mit Dachreiter. Der Glockenstuhl steht daneben. Zur DDR-Zeit wurde die Kirche baufällig und aufgegeben. Ab 2001 errichtete man die Kirche wieder, ab 2003 war ein entsprechender Verein aktiv, Spenden wurden gesammelt, Baustellen-Gottesdienste abgehalten. 2008 kam eine neue, in Passau gegossene Glocke dazu, deren freistehender Glockenstuhl 2004 errichtet wurde. Ende 2009 konnte der Einweihungsgottesdienst stattfinden.[5]
- An der Straße nach Waren (Müritz) steht nahe Nossentin das York-Blücher-Denkmal mit folgender Inschrift: „Dem Andenken der am 1. November 1806 hier gefallenen preußischen Krieger / Die Mecklenburgischen Offizierskorps 1856“. Die Rückseite zeigt eine Plakette mit der Inschrift um ein Eisernes Kreuz: „Ehre den auch im Unglück Unverzagten“. In den betreffenden Gefechten gegen die Bernadotteschen Einheiten deckte Oberst Yorck Blüchers Rückzug nach der Schlacht bei Jena und Auerstedt. Die gestohlenen Relieftafeln und der Adler wurden 2000 wieder erneuert.

→ Siehe auch Liste der Baudenkmale in Silz (Mecklenburg)

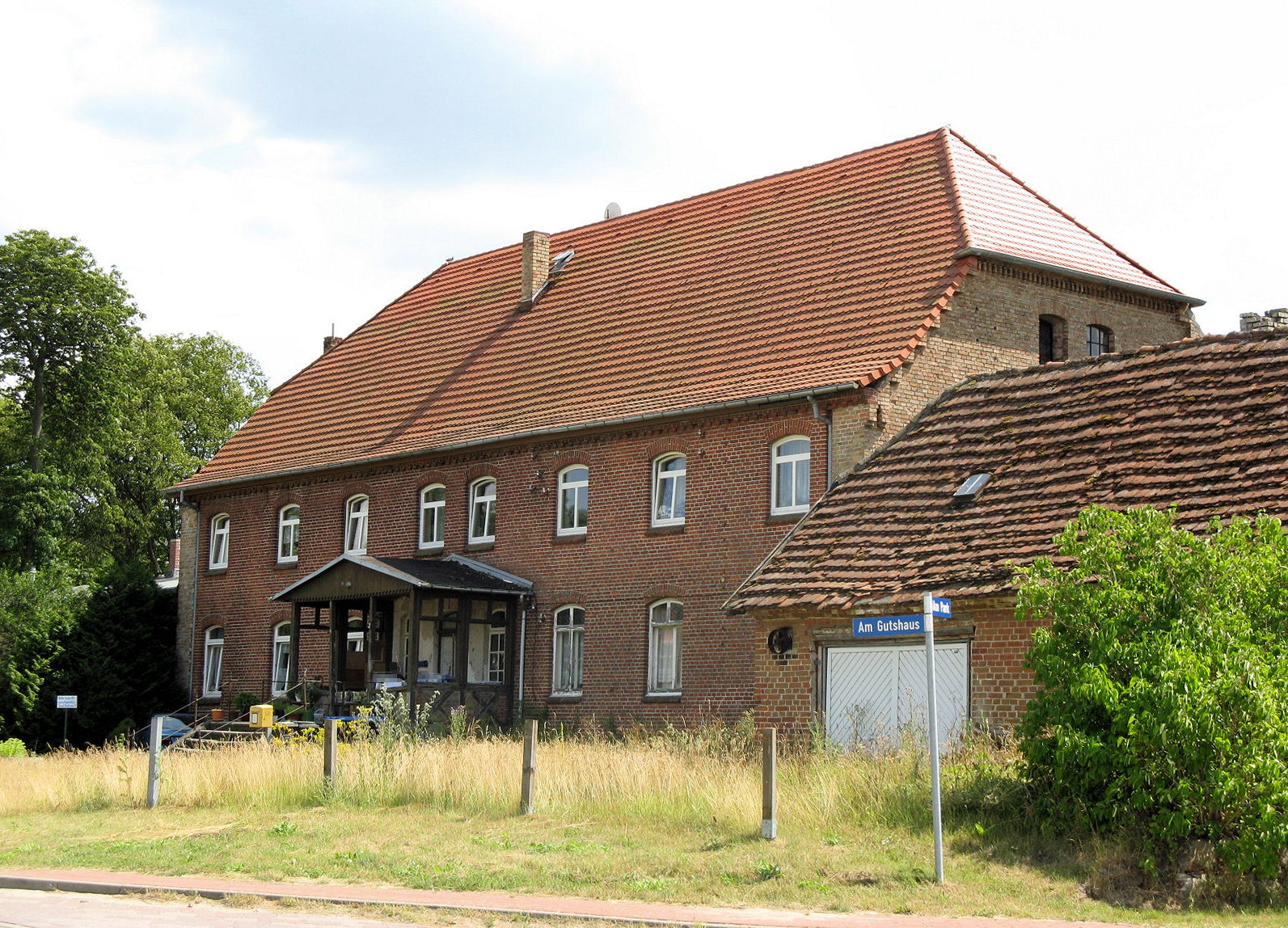
Gutshaus in Nossentin
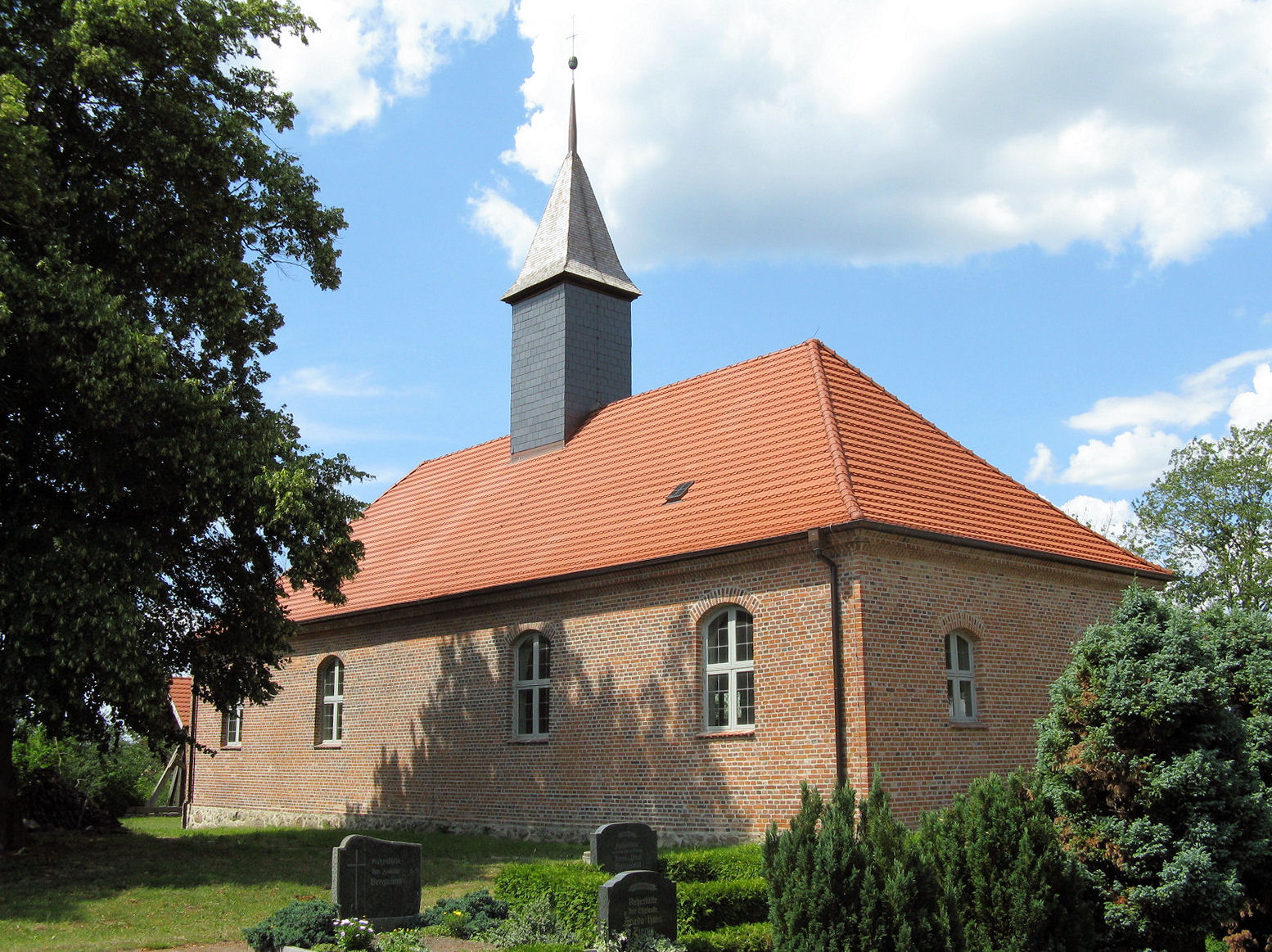
Kirche in Nossentin
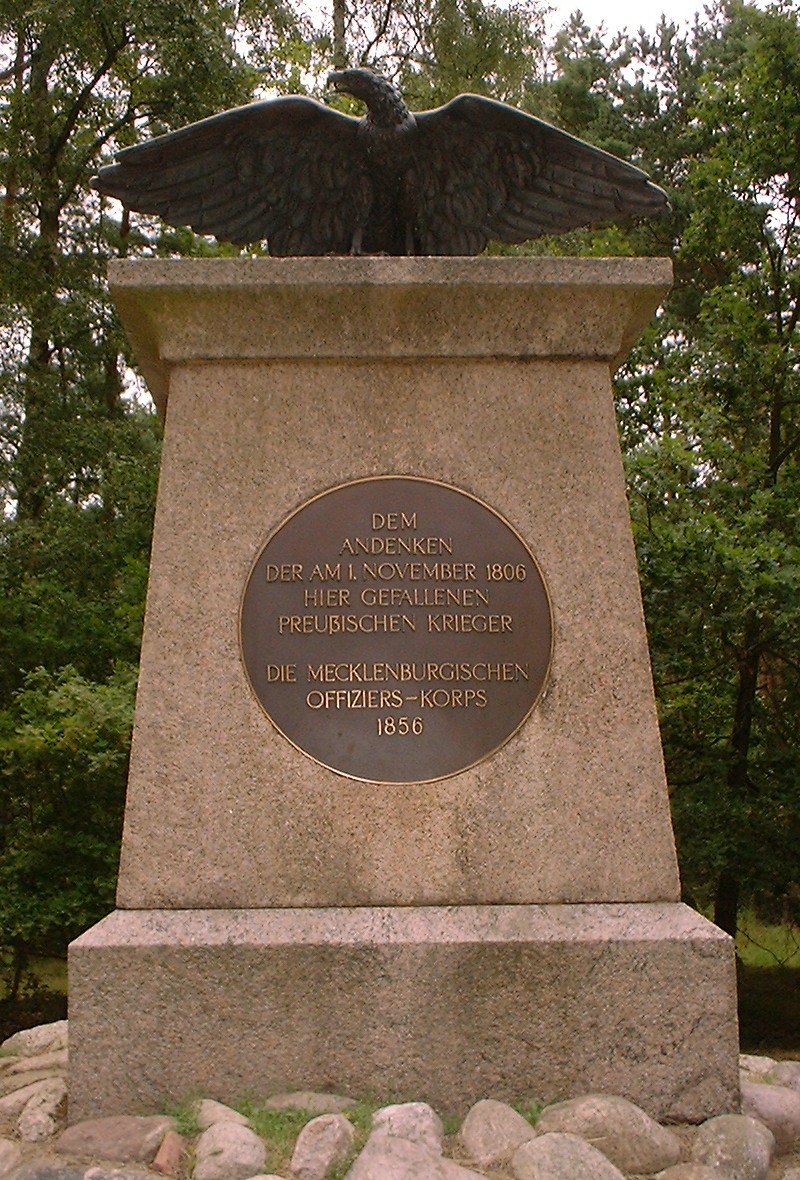
Denkmal bei Nossentin

## Verkehrsanbindung

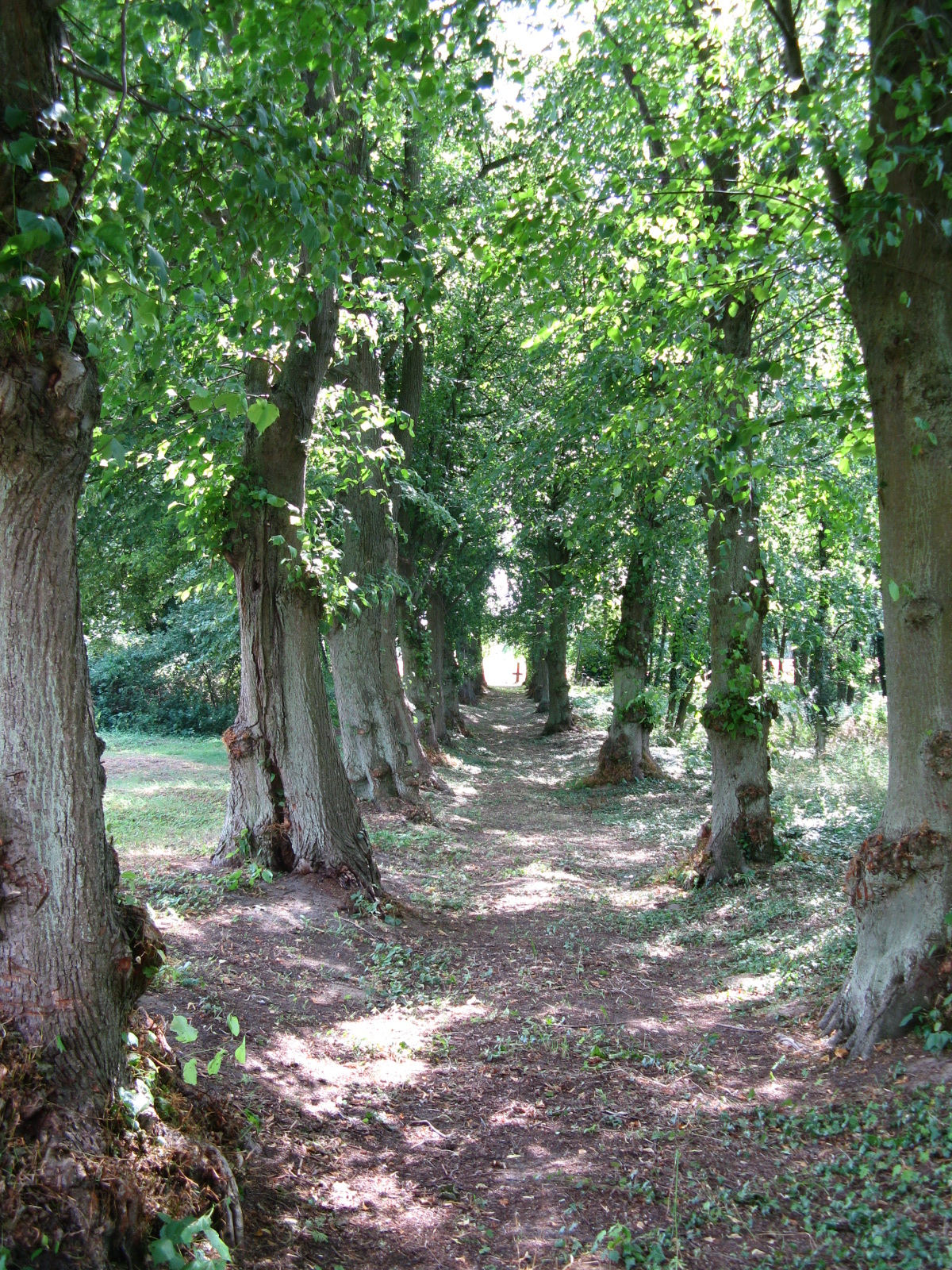
Alte Allee in Nossentin

Silz liegt an der Verbindungsstraße von Malchow nach Waren (Müritz), die nördlich um die großen Seen (Fleesensee und Kölpinsee) führt. In Richtung Norden besteht eine Straßenverbindung nach Teterow, sie bildet ein Teilstück der Deutschen Alleenstraße. Die Autobahn-Anschlussstelle Malchow ist etwa acht Kilometer entfernt. Der Haltepunkt Nossentin liegt an der Mecklenburgischen Südbahn, es verkehren Züge der ODEG zwischen Waren (Müritz), Malchow und Plau am See.

## Naturschutz
Die lokale Interessengemeinschaft Nossentin-Silz setzt sich für den Naturschutz in der Region ein.